# Tramwaje w Utsunomiya
Tramwaje w Utsunomiya − system komunikacji tramwajowej działający od 26 sierpnia 2023 r. w japońskich miastach Hakodate i Haga.
Plany budowy linii wschód-zachód po raz pierwszy przedstawiono w 1987 r., przy czym rozważano także wariant kolei jednoszynowej. Realizacja inwestycji przeciągnęła się ze względu na sprzeciw mieszkańców i trudności w pozyskaniu gruntów pod inwestycję. Projekt został ostatecznie zatwierdzony we wrześniu 2016 r., a 28 maja 2018 r. wmurowano kamień węgielny. Pierwotny termin otwarcia sieci wyznaczono na marzec 2022 r., jednak uległ on zmianie ze względu na przedłużające się prace drogowe w dzielnicy Notakaya.
Komunikacja jest obsługiwana 17 trzyczłonowymi, dwukierunkowymi, niskopodłogowymi tramwajami Niigata Transys HU300 o długości 29,52 metra i pojemności 160 pasażerów (w tym 50 siedzących), przy czym częstotliwość to 8 minut w szczycie i 12 minut poza szczytem.
Sieć ma rozstaw torów 1067 mm i liczy 14,6 km, z czego 9,4 km w ciągu ulic, natomiast reszta jako wydzielone torowisko. Na trasie znajduje się łącznie 19 przystanków, z czego 15 w Utsunomiya, a cztery w Haga. Zajezdnia została zbudowana pośrodku linii, przy przystanku Hiraishi. Trasa rozpoczyna się obok stacji kolejowej na przystanku Utsunomiya Wschodnia i biegnie przez Uniwersytet Sakushin Gakuin do parku technologicznego Haga Takanezawa. 
Do ok. 2030 roku planowane jest wydłużenie linii o 5 km na zachód od stacji kolejowej.